# Balonmano en Chile

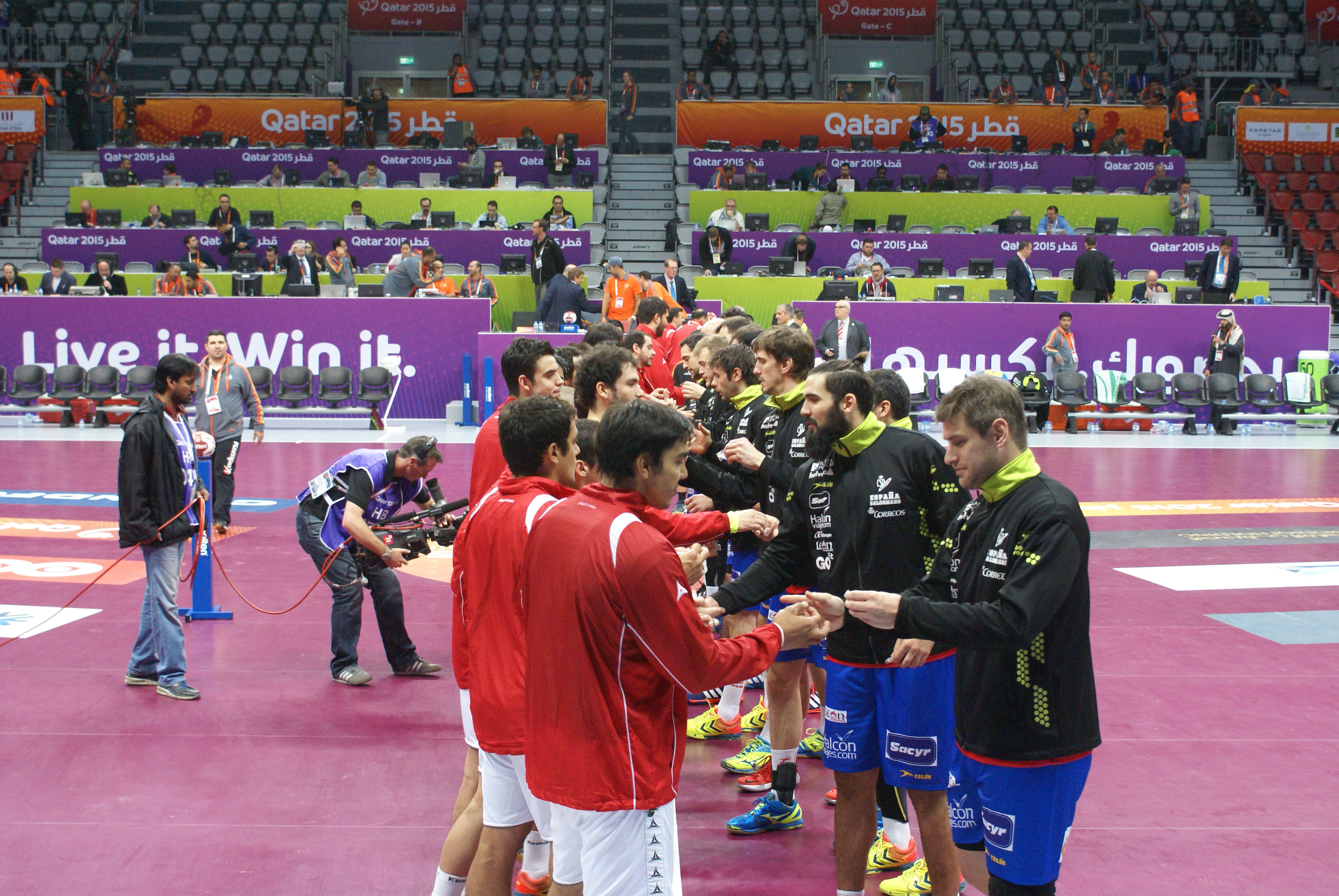
Saludo de las selecciones de Balonmano de Chile y España.

El balonmano en Chile (también llamado Handball) es un deporte con pelota en el que juegan dos equipos y se caracteriza por transportarla con las manos. Su organización está a cargo de la Federación Chilena de Balonmano. Al contrario de lo que pasa en países como España o Alemania, que poseen ligas profesionales, muy competitivas y donde se juega con gimnasios con muy buenas asistencias de público, en Chile recién en los últimos años se ha masificado más este deporte gracias a sus buenos resultados la difusión de su selección y escuelas. Uno de sus exponentes más destacados es Patricio Martínez Chávez y Marco Oneto. su actual Presidente es Juan Pablo Montes Mery

## Historia

### Inicios
A nivel chileno, el Handball parte en el siglo XX, principalmente en los estadios de colonias. Solo en 1970 comienza a mostrarse en forma masiva, pero muy tímidamente, en la Población Juan Antonio Ríos de Independencia (en ese entonces, parte de Renca), donde se formó una rama de Handball dirigida por el profesor Osvaldo Caldera, quien se había especializado en Brasil. Esto gracias a un proyecto presentado a la entonces DIGEDER, por Pablo Botka Faludi en el que afirmaba que esta disciplina podía ser aprendida fácilmente por todos los niños de distintas edades y clases sociales . De esa instancia se formó el “Handball Club Renca”.
Paulatinamente fue forjando una red de monitores, y de futuros profesores, que más adelante dieron vida a los primeros equipos, clubes y asociaciones de balonmano en Santiago. Movilizados por el gusto que sintieron inmediatamente por este deporte, siguieron formándose bajo el alero de Pablo Botka, la persona que más sabía de balonmano en ese entonces. Su plan maestro de masificación y difusión ya estaba tomando fuerza a principios de la década de 1970.
El 2 de noviembre de 1971, Pablo Botka finalmente obtiene la potestad de DIGEDER para iniciar la difusión del handball en Chile de forma oficial, bajo el título de Programador Nacional de Handball. La materialización de las distintas actividades que tenía en mente el húngaro fueron posibles, gracias a que en el comienzo de los años 1970 este deporte fue considerado dentro de los planes y políticas implementado por el gobierno del presidente Salvador Allende.
Pronto se comenzaron a realizar capacitaciones a lo largo del país, las que fueron fundamentales para el reconocimiento de este deporte a nivel social. El balonmano también encontró un espacio dentro de los planes y programas de Educación Física que realizaba el Ministerio de Educación. Esto permitió el alcance de este deporte a muchos lugares del país, específicamente a colegios. La creación en 1974 de la Asociación de Handball de Santiago (ASOHAS) fue producto de este movimiento expansivo. ASOHAS fue integrada por instituciones escolares y deportivas como el Club Manquehue, Handball Club Renca, Instituto Zambrano, Físico de la Universidad de Chile.

### Actualidad
El balonmano se ha convertido en el deporte colectivo más exitoso después del fútbol en los últimos años. Un rendimiento que ha abierto la puerta para que varios jugadores chilenos militen en las ligas más importantes del mundo. En total, son 24 los nacionales, 8 mujeres y 16 hombres, que juegan actualmente en el extranjero. España es el país que más jugadores nacionales tiene en sus distintas ligas (15), pero también hay presencia chilena en Alemania, Francia, Italia, Brasil y Estados Unidos. Los hombres son los que suman más años en el extranjero.

## Selección de Balonmano de Chile
Chile cuenta con la Selección de balonmano de Chile que a lo largo del tiempo ha crecido. Esta posee un equipo de balonmano Masculino que ha llegado a bastantes competencias con puestos importante, sus capitanes son Marco Oneto y Emil Feuchtmann.  
También posee una Selección femenina de balonmano de Chile, que igualmente comienza de a poco a desarrollarse y también ha ganado puestos importantes, tales como el tercer lugar en los Juegos Suramericanos 2006 y 2014 y el segundo lugar en los Juegos Bolivarianos del 2013. 

#### Escuelas
- El Feuchtmann Group es un conjunto de ideas, iniciativas, proyectos que nacen con el claro objetivo de profesionalizar el balonmano en Chile. El puntapié inicial de Feuchtmann Group fue en mayo del 2013, cuando inauguramos F Escuela de Balonmano, un espacio para que los más pequeños aprendan a jugar handball. De esos primeros entrenamientos, donde solo iban 7 jugadores, todo ha crecido y cambiado bastante.[3] Esta escuela fue creada por 4 hermanos amantes del deporte para desarrollar el balonmano en Chile y darlo a conocer a todo el país.
- El Club Deportivo y Social Unión de Santiago, en su rama de Balonmano (USAB), se forma el año 2009, luego de que un grupo de jugadores saliera de sus respectivos colegios y se encontrasen con una cruda realidad, la falta de lugares para jugar. Es por esto que, Mario Pereda, Sebastián Caliri, Felipe Campos y Jose Tham, constituyen el club de forma legal, y forman parte de este primer plantel exalumnos de los colegios Saint Gaspar, Patrona señora de Lourdes, The Angels, entre otros. En el año 2011 se crea la rama femenina, compuesta inicialmente por exalumnas del colegio Hispanoamericano. En el año 2012 se forman equipos juvenil en Damas y varones.[4]
- El Club Deportivo “Leonas Balonmano” (Registro IND N°1306378-8), fue creado el 5 de octubre de 2016, y nació de la fusión de dos importantes Clubes de Balonmano de la Región Metropolitana: El Club de Balonmano “La Reina” y Club de Balonmano “Saint Rose” (Rama Femenina). El proyecto deportivo se desarrolla sobre la base de equipos representativos de damas en las categorías mini, infantil, cadetes, juvenil y adultas, y una Escuela para categoría menores.[5]
- El Club de Balonmano (handball) DPV Kutral surge el año 2007 como una iniciativa de un grupo de jugadores de balonmano y amigos que por circunstancias de la vida se quedaron sin un lugar donde jugar y entrenar. Un cambio de organización y decisiones administrativas los obligó a emprender nuevos rumbos, los obligó a organizarse, a tomar decisiones y a definir qué querían hacer para este deporte y para ellos.[6]

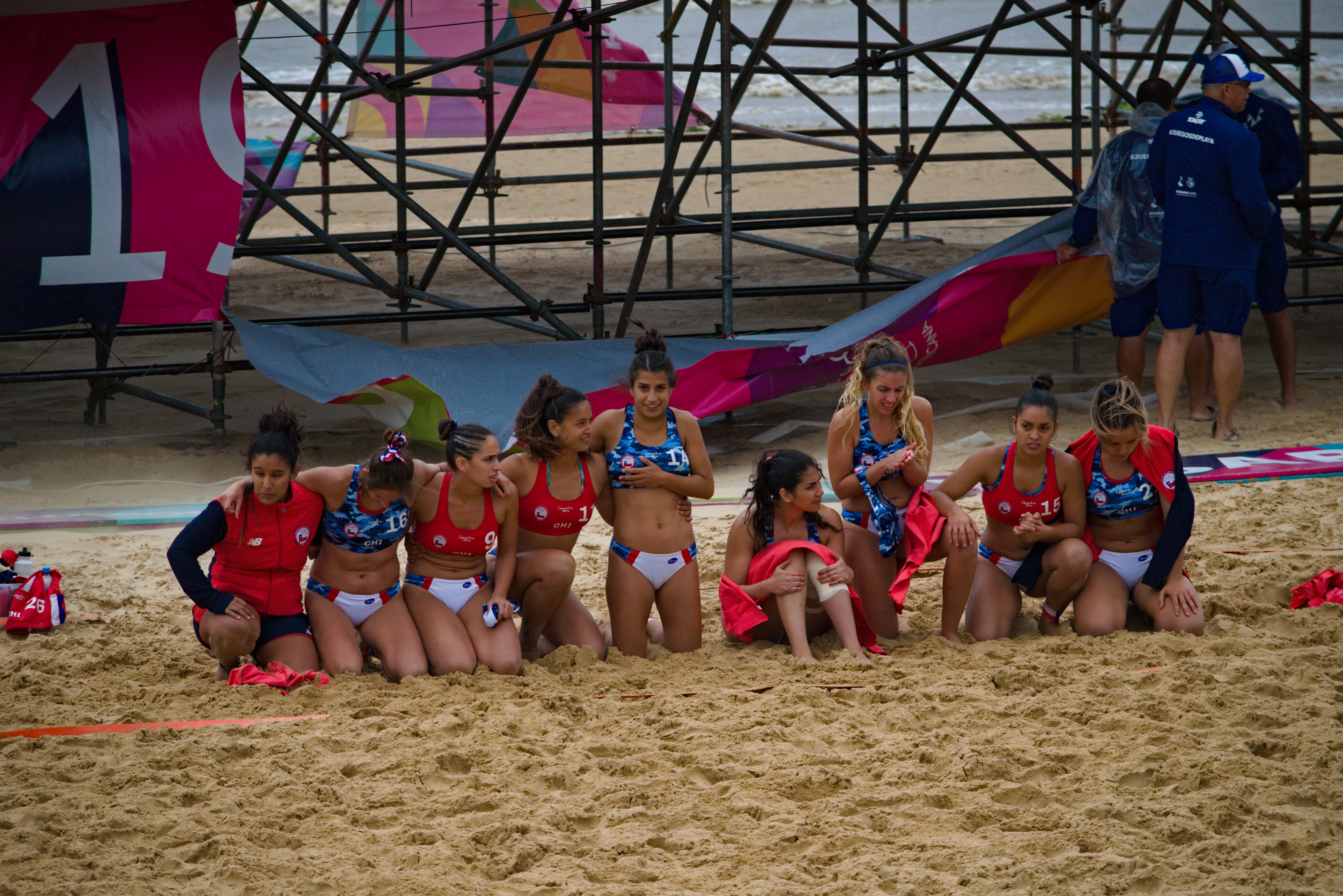
Partido por el quinto lugar categoría femenina de handball entre Chile y Colombia en los Juegos Suramericanos de Playa 2019

## Variaciones

##### Balonmano Playa
En Chile también se ha desarrollado el balonmano playa el que tiene representación de parte de asociación de balonmano playa de Chile, que cuenta con una selección femenina y masculina de este tipo de balonmano.
La Selección Chilena Masculina de Handball de Playa se quedó con el cuarto lugar en los Juegos Sudamericanos de Playa 2019, que se están disputando en Rosario, Argentina.Por su parte, el equipo femenino nacional derrotó a Colombia por 14-18, 14-8 y un shootout de 7-6, logrando quedarse con el quinto lugar de la tabla general.
"Contados con los dedos de la mano deben ser las personas que conocen la realidad que vive el balonmano playa de nuestro país. Son varias las veces en que se pasa por alto los logros de diversas disciplinas, enfocándonos por completo en aquellas que son más rentables para la gente.

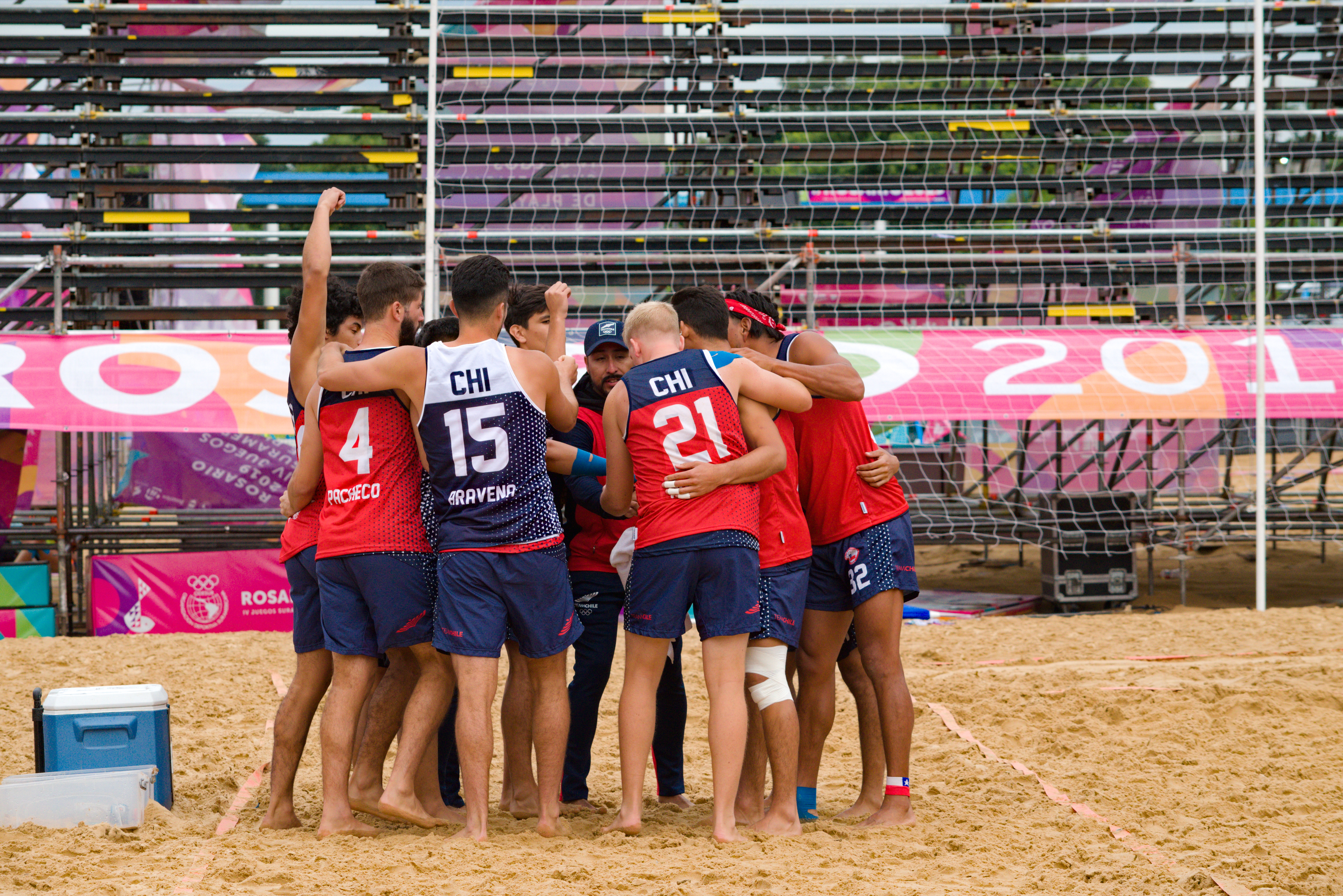
Partido por el tercer puesto masculino de handball entre Chile y Venezuela en los Juegos Suramericanos de Playa 2019

Pese a esto, hay quienes no se asustan ni angustian y aún cuando el camino se torna curvoso, siguen adelante luchando contra el viento y la marea con un solo propósito: posicionar a Chile en lo alto del deporte mundial." 
Así se afirma que este deporte no es tan reconocidos por la prensa o las personas en general, no se valora todo el esfuerzo que hay detrás de estos equipos.